# Strijd van de centauren
De strijd van de centauren is een beeldhouwwerk van de Italiaanse renaissancekunstenaar Michelangelo Buonarroti uit 1492. Het werk is te bekijken in de Casa Buonarroti in Florence, Italië.

## Het werk
Het werk is een hoogreliëf uit marmer. De afmetingen zijn 84,5 cm bij 90,5 cm. Het toont een Griekse mythe, namelijk de roof van Hippodameia door de centaur Eurytion.
Er is een groot aantal naakte figuren op het reliëf weergegeven. Ze zijn allen verwikkeld in een gevecht. Centraal onderaan het reliëf is een deel van een centaurenlichaam te zien. Michelangelo werkte het reliëf niet helemaal af, waardoor er niet zo veel details zichtbaar zijn.
Michelangelo maakte dit beeldhouwwerk toen hij slechts 17 jaar was, toen hij in dienst was van Lorenzo de Medici.

## Het verhaal
Het verhaal van de beroemde slag tussen de Lapithen en de Centauren wordt weergegeven uit het twaalfde boek van de Metamorphosen van de Romein Ovidius. Het verhaal staat in de Griekse mythologie bekend als de “Centauromachie”. Het verhaal verloopt als volgt:
De Lapithen en de Centauren woonden in hetzelfde gebied en waren zeer vaak in burenruzies verwikkeld. Toch kwamen ze tot een vredesverdrag, waardoor de rust terugkeerde.
Toen de Lapithen de bruiloft van hun koning, Pirithoüs, wilden vieren, nodigden ze de Centauren uit. Door overmatig wijngebruik kwamen de Centauren op dreef: ze vergrepen zich aan de Lapithenvrouwen en wilden de bruid, Hippodameia, ontvoeren. Er ontstond een hevige strijd tussen beide volkeren, die uiteindelijk beslecht werd in het voordeel van de Lapithen, weliswaar met enige hulp van Apollon.